# Sachsen Fernsehen
Das Sachsen Fernsehen ist ein privates regionales Fernsehprogramm aus Chemnitz, Dresden, Leipzig, Westsachsen und der Lausitz.

## Geschichte
Zunächst begann dieser Regionalsender am 4. Oktober 1993 mit der halbstündigen Sendung „Lokal TV Chemnitz“, der späteren „Drehscheibe Chemnitz“, die als werktägliches Regionalfenster das analog auf dem terrestrischen Kanal 45 ausgestrahlte VOX von 17:30 bis 18:00 Uhr unterbrach. Die Wiederholung erfolgte von 18:00 bis 18:30 Uhr, ebenso werktäglich, auf dem Kanal 47, auf dem das Programm von RTL ausgestrahlt wurde.
Seit dem 1. Juli 1999 ist zusammen mit dem regionalen „Chemnitz Fernsehen“ das ganztägige gemeinsame, mit „Dresden Fernsehen“ und „Leipzig Fernsehen“ veranstaltete „Sachsen Fernsehen“ auf dem bisher von RTL genutzten terrestrischen Kanal zu sehen. Dieses von der Sachsen Fernsehen GmbH & Co. Fernseh-Betriebs KG betriebene Programm beinhaltete sogar fiktive Unterhaltungsformate und zeigte zur Hauptsendezeit einige ältere Fernsehserien und Spielfilme aus dem Archiv der Kirch-Gruppe.
Von April 2001 bis Juli 2002 wurde das Mantelprogramm von Suntv ausgestrahlt. Bei Suntv handelte es sich um ein Programmangebot der Kirch-Gruppe, das ausschließlich von diversen Ballungsraumsendern in Deutschland übernommen wurde, wodurch Sendungen wie Blondes Gift mit Barbara Schöneberger und die WIB-Schaukel mit Wigald Boning in Teilen Sachsens empfangbar waren. Im Zuge der Insolvenz der Kirch-Gruppe stellte Suntv dieses Mantelprogramm ein.
Mit Beendigung der Kooperation, hervorgerufen durch finanzielle Schwierigkeiten, übertrug die Sachsen Fernsehen GmbH & Co. Fernseh-Betriebs KG in Chemnitz, Dresden und Leipzig die Sendeabwicklung auf regionale Partner.
Im März 2012 gewann das Sachsen Fernsehen mit der Sendung Drehscheibe Chemnitz beim RegioStar 2012 den Preis für das beste regionale Nachrichten-Journal Deutschlands.
Am 30. Mai 2013 wurde bekanntgegeben, dass Sachsen Fernsehen zusammen mit dem Schwestersender Leipzig Fernsehen aufgrund seines jährlichen Verlustes von 180.000 Euro Ende September 2013 eingestellt werden wird.
Nachdem im Mai 2013 ursprünglich die Einstellung des Senders – ebenso wie die von Leipzig Fernsehen – Ende September 2013 aus wirtschaftlichen Gründen geplant war, wurde am 11. August bekannt gegeben, dass der Betrieb beider Sender mit Unterstützung der Dresdner Haeswe GmbH nun doch weiter gesichert sei. Hierzu wurde eigens die Produktionsfirma F.i.S. – Fernsehen in Sachsen GmbH gegründet, welche ab sofort das Programm von Sachsen Fernsehen in Leipzig und Chemnitz produziert.
Hintergrund sei, dass die – ausschließlich lokalen – Werbeeinnahmen nicht ausreichten, um ohne regelmäßige Bezuschussung durch die Gesellschafter und/oder die „Selbstausbeutung“ der Mitarbeiter den Betrieb aufrechtzuerhalten. An den strukturellen Problemen habe sich zwar nichts geändert, jedoch sei eine Verschlankung beim Personal zu erwarten und die Sender hofften auf eine staatliche Subventionierung regionaler Fernsehsender wie im Freistaat Bayern, insbesondere bei der Finanzierung der Leitungskosten.
Anfang 2016 wurde Sachsen Fernsehen in Chemnitz in Chemnitz Fernsehen umbenannt. Der übergeordnete Name „Sachsen Fernsehen“ bleibt davon unberührt bestehen.
Am 1. April 2019 wurde Sachsen Fernsehen in 5 Kategorien zum Regionalfernsehpreis nominiert woraus sich eine Prämierung für die beste Nachrichtenmoderation für Leipzig Fernsehen ergab.

## Empfang
Sachsen Fernsehen sendete als einer der letzten Fernsehsender bis Ende 2012 in Chemnitz noch analog terrestrisch über den UHF-Kanal 47. Danach wurde die terrestrische Ausstrahlung ersatzlos eingestellt. Aktuell wird Chemnitz Fernsehen digital in den Kabelnetzen von Pÿur, Kabel Deutschland, sowie diversen kleineren Kabelnetzen eingespeist und übertragen. Damit kann das Programm z. T. bis Dresden, Leipzig und Plauen empfangen werden.
Terrestrisch ist der Sender über DVB-T in HD im Stadtgebiet von Chemnitz per Zimmerantenne zu empfangen.
Empfangsdaten von Chemnitz Fernsehen: Kanal 30 (546 MHz), horizontal. Bandbreite 8 MHz, Modulation QPSK, FEC 3/4, 8K FFT, Guardintervall 1/8
Fortgesetzt wird dagegen die Verbreitung in den Breitbandkabelnetzen in der Region Chemnitz. Darüber hinaus wird das Programm auf der Homepage des Senders als Livestream sowie die Beiträge aus der Hauptnachrichtensendung „Drehscheibe Chemnitz“ zum Nachlesen und Anschauen angeboten.
Außerdem sendet das Gemeinschaftsprogramm Sachsen Eins über Astra.
Über DAB+ gibt es in Chemnitz und Leipzig das Programm Sachsen Eins Radio.

## Produktion
Der Regionalfernsehverbund Sachsen Fernsehen (Chemnitz, Dresden, Leipzig) sendete seit 1. Januar 2007 täglich Sendefenster mit dem Programm von 9Live. Am 9. August 2011 stellte 9Live jedoch den Sendebetrieb ein.

## Online-Aktivitäten
Innerhalb der ersten 10 Jahren existierte kein eigener Internetauftritt des Fernsehsenders. Durch eine Kooperation mit einem lokalen Informationsdienst wurde Mitte 2004 der erste Internetauftritt von Sachsen Fernsehen entwickelt. Obwohl es sich hierbei zunächst nur um eine rein PHP-basierte Seite handelte und eine regelmäßig gepflegte Webseite für lokale Fernsehsender im Allgemeinen bisher unüblich war, erkannte man die Zeichen der Zeit, dass die Zukunft des Regionalfernsehens gleichermaßen im Online-Bereich anzusiedeln sei. Neben den aktuellen Meldungen aus dem Nachrichtenmagazin „Drehscheibe Chemnitz“ fanden sich schnell weitere Angebote wie ein Überblick über regionale Sportergebnisse oder ein breites Angebot an Partybildern von Veranstaltungen aus der Region, die primär einer verstärkten Zielgruppenbindung und Serviceorientierung dienen sollten. Weiterhin wurde extra für den Online-Auftritt ein eigenes Nachrichtenmagazin „Drehscheibe kompakt“ produziert, welches zusammen mit anderen digitalen Videodateien online gestellt wurde und in einem Archiv rund um die Uhr verfügbar ist.
Darauf aufbauend startete in Chemnitz im März 2006 ein Modellprojekt, das entwickelte Informationssystem anderen regionalen Fernseh- und Radiostationen im Paket anzubieten und parallel zur Fernsehproduktion den Online-Bereich weiter auszubauen. Die Idee dahinter bestand darin, die Ressourcen mehrerer Sendestationen im Fernsehverbund zu bündeln, die sich die hohen Entwicklungskosten für einen eigenen Internetauftritt bisher nicht leisten konnten, und Doppelausgaben zu vermeiden. Das Projekt unter dem Titel „Kanal8“ wurde dazu bis Ende 2006 komplett neu in ASP.NET implementiert und wird inzwischen von 30 weiteren Fernseh-, Radiosendern und Zeitungen bundesweit genutzt. Die Weiterentwicklung erfolgte weiterhin durch ein Programmiererteam in Chemnitz. Ende Mai 2016 wurde das Projekt beendet.

## Kritik
Nach den Recherchen des Magazins ZAPP ist Sachsen Fernsehen einer der Sender, die, gegen Bezahlung, entsprechend gekennzeichnete Dauerwerbesendungen aus China ausstrahlen.

## Programm
- SACHSENaktuell – tägliches Magazin mit Nachrichten aus Sachsen
- DRESDENaktuell – tägliches Magazin mit Nachrichten aus Dresden
- LEIPZIGaktuell – tägliches Magazin mit Nachrichten aus Leipzig
- CHEMNITZaktuell – tägliches Magazin mit Nachrichten aus Chemnitz
- ELBLANDaktuell – tägliches Magazin mit Nachrichten aus der Region Elbland
- Mitkoch-Show – Kochsendung mit prominenten Gästen, die gegeneinander antreten[12]
- FahrgastFernsehen – ein extra für Informationsmonitore in Straßenbahnen und Bussen zugeschnittenes Angebot